# آمادگی کارکردی
مسابقات آمادگی کارکردی (به انگلیسی: functional fitness) رقابتی ورزشی است که در آن مهارت ورزشکاران در الگوهای مختلف حرکتی، فعالیتها و سیستمهای انرژی ارزیابی می‌گردد. ورزشکاران باید توانمندی‌های خود را در آیتم‌های مختلفی هم چون استقامت، دوام استقامت، سرعت، وزن بدنی، مهارت‌های ژیمناستیک و ظرفیت هوازی نشان دهند. در هر مسابقه از ورزشکاران خواسته می‌شود تا آیتم‌های مختلفی را اجرا نمایند که هر یک از آنها نیازمند انجام فعالیت مشخصی می‌باشند) تعداد تکرارهای مشخص هر حرکت (ورزشکاران سپس تلاش می‌کنند تا حرکت‌ها و تکرارهای مورد نیاز را در سریع‌ترین زمان ممکن به انجام برسانند. ورزشکاری که مسیر مسابقه را سریعتر از همه انجام دهد برنده مسابقه خواهد بود.